# انا ایلیوتا
انا ایلیوتا (انگلیسی: Ana Iliuță؛ زادهٔ ۱۰ january ۱۹۵۸ (۶۷ سال)) ورزشکار روئینگ اهل رومانی است.
وی در مسابقات کشوری و بین‌المللی در مجموع برندهٔ ۱ مدال برنز شده‌است.